# ʻAbdu'l-Bahá
Cette page contient des caractères spéciaux ou non latins. S’ils s’affichent mal (▯, ?, etc.), consultez la page d’aide Unicode.
ʻAbdu'l-Bahá (persan : عبد البهاء, 23 mai 1844 – 28 novembre 1921), né ʻAbbás (persan : عباس), était le fils aîné de Baháʼu'lláh, fondateur de la Foi bahá'íe qui l'a désigné comme son successeur et dirigeant de la foi bahá'íe de 1892 jusqu'en 1921. ʻAbdu'l-Bahá fut plus tard considéré comme le dernier des trois « figures centrales » de la religion, aux côtés de Baháʼu'lláh et du Báb, et ses écrits ainsi que ses discours authentifiés sont considérés comme des sources de la littérature sacrée bahá'íe.
Il est né à Téhéran dans une famille aristocratique. À l'âge de huit ans, son père a été emprisonné lors d'une répression gouvernementale contre la foi bábí, et les biens de la famille ont été pillés, les laissant dans une pauvreté virtuelle. Son père a été exilé de leur Iran natal et la famille a établi sa résidence à Bagdad en Irak, où ils sont restés pendant dix ans. Ils ont ensuite été appelés par l'État ottoman à Constantinople avant d'entrer dans une autre période de confinement à Edirne et enfin la ville-prison de ʻAkká (Acre). ʻAbdu'l-Bahá est resté prisonnier là-bas jusqu'à ce que la Révolution des Jeunes-Turcs le libère en 1908 à l'âge de 64 ans. Il a ensuite effectué plusieurs voyages en Occident pour diffuser le message bahá'í au-delà de ses racines moyen-orientales, mais le déclenchement de la Première Guerre mondiale l'a en grande partie confiné à Haïfa de 1914 à 1918. La guerre a remplacé les autorités ottomanes ouvertement hostiles par le Mandat britannique sur la Palestine, durant lequel il a été nommé Chevalier commandeur de l'Ordre de l'Empire britannique pour son aide à éviter la famine après la guerre.
En 1892, ʻAbdu'l-Bahá fut désigné dans le testament de son père pour être son successeur et le chef de la foi bahá'íe. Ses Tablettes du Plan divin ont aidé à galvaniser les bahá'ís en Amérique du Nord pour diffuser les enseignements bahá'ís dans de nouveaux territoires, et son Testament a jeté les bases de l'actuel ordre administratif bahá'í. Beaucoup de ses écrits, prières et lettres sont existants, et ses discours avec les bahá'ís occidentaux soulignent la croissance de la religion à la fin des années 1890.
Le prénom de ʻAbdu'l-Bahá était ʻAbbás. Selon le contexte, il aurait été appelé soit Mírzá ʻAbbás (persan) soit ʻAbbás Effendi (turc), les deux étant équivalents à Sir ʻAbbás en anglais. Pendant la majeure partie de son temps en tant que chef de la Foi bahá'íe, il utilisait et préférait le titre de ʻAbdu'l-Bahá (« serviteur de Bahá », en référence à son père). Dans les textes bahá'ís, il est couramment appelé « Le Maître ».

## Jeunesse
ʻAbdu'l-Bahá est né à Téhéran, en Perse (aujourd'hui en Iran) le 23 mai 1844 (5e de Jamadiyu'l-Avval, 1260 AH), le fils aîné de Baháʼu'lláh et Navváb. Il est né la même nuit où le Báb a déclaré sa mission. Nommé ʻAbbás à la naissance, il porte le nom de son grand-père Mírzá ʻAbbás Núrí, un noble éminent et influent. Les premières années de ʻAbdu'l-Bahá ont été façonnées par le rôle éminent de son père au sein de la communauté bábíe. Dans son enfance, il se rappelait avec affection ses interactions avec la bábíe Táhirih, décrivant comment elle le prenait sur ses genoux, le caressait et engageait des conversations sincères, laissant une impression durable sur lui. Son enfance fut marquée par des moments de bonheur et d'insouciance. Les résidences de la famille à Téhéran et à la campagne étaient non seulement confortables, mais aussi magnifiquement décorées. Aux côtés de ses frères et sœurs plus jeunes – une sœur, Bahíyyih, et un frère, Mihdí – il connaissait une vie de privilège, de joie et de confort. ʻAbdu'l-Bahá aimait jouer dans les jardins avec sa sœur cadette, renforçant ainsi un lien fort entre eux. Au cours de ses années de formation, ʻAbdu'l-Bahá a observé l'engagement de ses parents dans diverses œuvres caritatives, notamment la conversion d'une partie de leur maison en salle d'hôpital pour femmes et enfants.
En raison d'une vie largement marquée par l'exil et l'emprisonnement, ʻAbdu'l-Bahá a eu des opportunités limitées pour une scolarisation formelle. Dans sa jeunesse, il était d'usage que les enfants de la noblesse, y compris ʻAbdu'l-Bahá, ne fréquentent pas les écoles conventionnelles. Au lieu de cela, les nobles recevaient généralement une brève éducation à domicile, se concentrant sur des sujets tels que les écritures, la rhétorique, la calligraphie et les mathématiques de base, avec un accent particulier sur la préparation à la vie au sein des cours royales.
ʻAbdu'l-Bahá n'a passé qu'une courte période dans une école préparatoire traditionnelle à l'âge de sept ans pour une seule année. Sa mère et son oncle ont pris en charge sa première éducation, mais la source principale de son apprentissage était son père,. En 1890, Edward Granville Browne a décrit ʻAbdu'l-Bahá en disant que « on ne trouverait guère quelqu'un de plus éloquent dans son discours, de plus prompt dans l'argument, de plus apte à l'illustration, de plus intimement familiarisé avec les livres sacrés des Juifs, des Chrétiens et des Mahométans… »
Selon des récits contemporains, ʻAbdu'l-Bahá était un enfant éloquent et charmant. À l'âge de sept ans, il a affronté un grave problème de santé lorsqu'il a contracté la tuberculose, et son pronostic suggérait la mort. Bien que la maladie ait régressé, cela marqua le début d'une lutte de toute une vie contre des accès récurrents de diverses maladies qui persisteraient tout au long de sa vie.
Un événement qui a profondément affecté ʻAbdu'l-Bahá pendant son enfance fut l'emprisonnement de son père lorsque ʻAbdu'l-Bahá avait huit ans ; cette circonstance entraîna un déclin considérable du statut économique de la famille, le soumettant à la pauvreté et l'exposant à l'hostilité d'autres enfants dans les rues. ʻAbdu'l-Bahá accompagna sa mère pour rendre visite à Baháʼu'lláh qui était alors emprisonné dans le fameux cachot souterrain du Síyáh-Chál. Il décrivit ainsi cette expérience : « J'ai vu un endroit sombre et raide. Nous avons passé une petite porte étroite et descendu deux marches, mais au-delà de celles-ci, on ne pouvait rien voir. Au milieu de l'escalier, tout à coup nous avons entendu Sa [la voix de Baháʼu'lláh]... voix : "Ne l'emmenez pas ici", et donc ils m'ont ramené ».

## Baghdad
Baháʼu'lláh fut finalement libéré de prison, mais condamné à l'exil, et ʻAbdu'l-Bahá, alors âgé de huit ans, rejoignit son père lors du voyage vers Baghdad en hiver (de janvier à avril) de 1853. Au cours du voyage, ʻAbdu'l-Bahá souffrit d'engelures. Après une année de difficultés, Baháʼu'lláh s'absenta plutôt que de continuer à affronter le conflit avec Mirza Yahya et se retira secrètement dans les montagnes de Sulaymaniyah en avril 1854, un mois avant le dixième anniversaire de ʻAbdu'l-Bahá. Cette tristesse commune eut pour conséquence que ʻAbdu'l-Bahá, sa mère et sa sœur deviennent des compagnons constants. ʻAbdu'l-Bahá était particulièrement proche de ces deux personnes, et sa mère participa activement à son éducation et son élevage. Durant les deux années d'absence de son père, ʻAbdu'l-Bahá prit la responsabilité de gérer les affaires de la famille, avant son âge de maturité (14 ans dans la société moyen-orientale) et était connu pour être occupé à lire et, à une époque où les écritures étaient recopiées à la main comme moyen principal de publication, s'engageait aussi dans la copie des écrits du Báb. ʻAbdu'l-Bahá s'intéressa également à l'art de l'équitation et, en grandissant, devint un cavalier renommé.
En 1856, des nouvelles d'un ascète discutant avec les leaders soufis locaux atteignirent la famille et les amis, suscitant l'espoir qu'il pourrait s'agir de Bahá’u’lláh. Immédiatement, des membres de la famille et des amis partirent à la recherche du derviche insaisissable – et en mars, ils ramenèrent Baháʼu'lláh à Bagdad. En voyant son père, ʻAbdu'l-Bahá tomba à genoux et pleura bruyamment "Pourquoi nous as-tu quittés ?", suivi de sa mère et de sa sœur faisant de même. ʻAbdu'l-Bahá devint bientôt le secrétaire et le bouclier de son père. Pendant le séjour dans la ville, ʻAbdu'l-Bahá passa de garçon à jeune homme. Il fut noté comme un "jeune homme remarquablement beau", et se fit remarquer pour sa charité. Ayant atteint l'âge de la maturité, ʻAbdu'l-Bahá fut régulièrement vu dans les mosquées de Bagdad discutant de sujets religieux et des écritures en tant que jeune homme. À Bagdad, ʻAbdu'l-Bahá composa un commentaire à la demande de son père sur la tradition musulmane de "J'étais un trésor caché" pour un chef soufi nommé ʻAlí Shawkat Páshá. ʻAbdu'l-Bahá avait quinze ou seize ans à l'époque et ʻAlí Shawkat Páshá considérait l'essai de plus de 11 000 mots comme un exploit remarquable pour quelqu'un de son âge. En 1863, dans ce qui devint connu comme le Jardin de Ridván, son père Baháʼu'lláh annonça à quelques compagnons qu'il était la Manifestation de Dieu et Celui que Dieu rendra manifeste dont la venue avait été prédite par le Báb. Au huitième jour des douze jours, il est cru que ʻAbdu'l-Bahá fut la première personne à qui Baháʼu'lláh révéla sa prétention.

## Constantinople/Andrinople

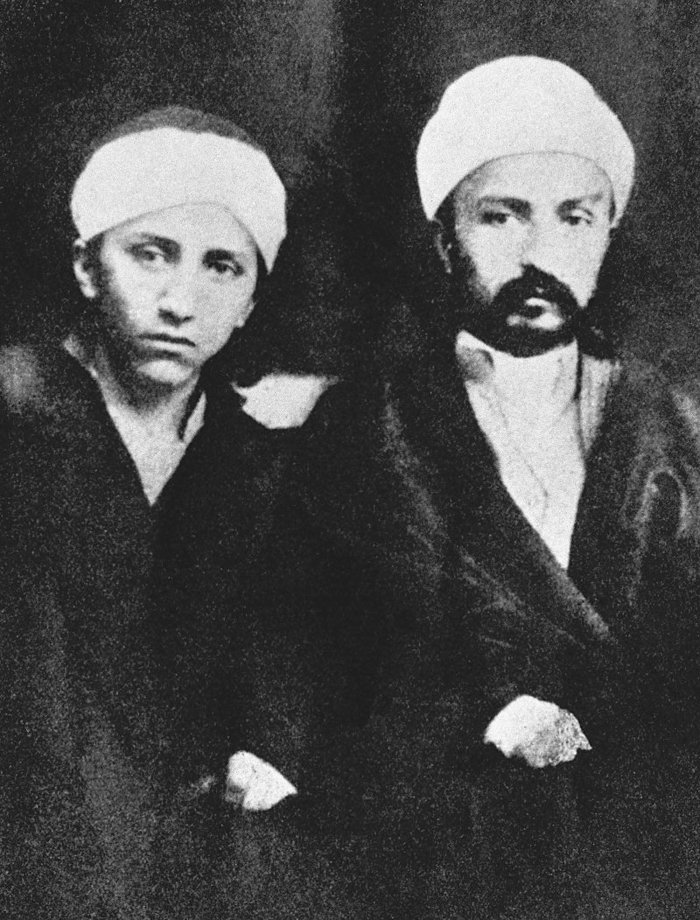
ʻAbdu'l-Bahá (à droite) avec son frère Mírzá Mihdí

En 1863, Baháʼu'lláh fut convoqué à Constantinople, et ainsi sa famille, y compris ʻAbdu'l-Bahá, alors âgé de dix-huit ans, l'accompagna dans son périple de 110 jours. Le voyage vers Constantinople fut une autre traversée éreintante, et ʻAbdu'l-Bahá aida à nourrir les exilés. C'est ici que sa position devint plus marquante parmi les Baháʼís. Cette position fut encore renforcée par la tablette de la Branche de Baháʼu'lláh dans laquelle il exalte constamment les vertus et le rang de son fils. Bahá'u'lláh et sa famille furent bientôt exilés à Andrinople, et durant ce voyage ʻAbdu'l-Bahá souffrit à nouveau d'engelures.
À Andrinople, ʻAbdu'l-Bahá était considéré comme le seul réconfort de sa famille, en particulier pour sa mère. À ce moment, ʻAbdu'l-Bahá était connu par les Baháʼís comme « le Maître » et par les non-Baháʼís comme ʻAbbás Effendi (« Effendi » signifiant « Monsieur »). C'est à Andrinople que Baháʼu'lláh a désigné son fils comme « le Mystère de Dieu ». Le titre de « Mystère de Dieu » symbolise, selon les Baháʼís, que ʻAbdu'l-Bahá n'est pas une manifestation de Dieu mais que dans la « personne de ʻAbdu'l-Bahá, les caractéristiques incompatibles d'une nature humaine et d'un savoir et d'une perfection surhumaine ont été fusionnées et sont complètement harmonisées »,. Baháʼu'lláh a donné à son fils de nombreux autres titres tels que G͟husn-i-Aʻzam (signifiant "Branche la Plus Puissante" ou "Branche Plus Puissante"), la "Branche de Sainteté", "le Centre de l'Alliance" et la prunelle de ses yeux. Lorsqu'il apprit une nouvelle fois l'exil de Bahá’u’lláh, cette fois en Palestine, ʻAbdu'l-Bahá ("le Maître") fut dévasté d'apprendre qu'il devait être exilé séparément de Baháʼu'lláh. C'est, selon les Baháʼís, grâce à son intercession que l'idée a été inversée et que le reste de la famille a pu être exilé ensemble.

## ʻAkká

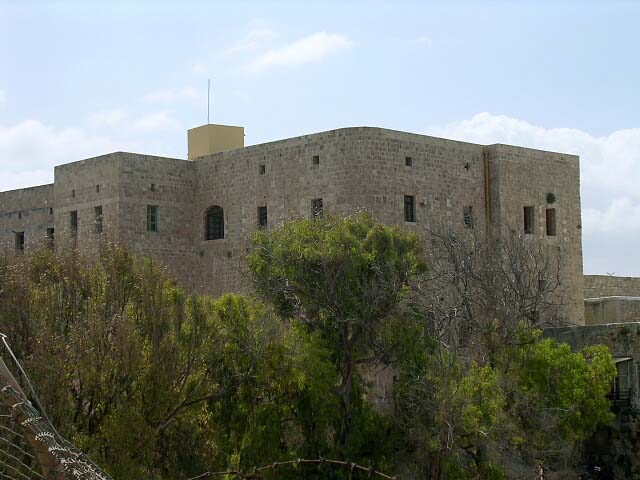
Prison à ʻAkká où Baháʼu'lláh et sa famille étaient hébergés

À l'âge de 24 ans, ʻAbdu'l-Bahá était clairement le principal intendant de son père et un membre éminent de la communauté bahá'íe. En 1868, Bahá’u’lláh et sa famille furent exilés dans la colonie pénitentiaire de ʻAkká, en Palestine, où ils étaient censés périr. L'arrivée à ʻAkká fut pénible pour la famille et les exilés lorsqu'ils furent accueillis par une population locale hostile. Lorsqu'on leur a dit que les femmes devaient être portées sur les épaules des hommes pour atteindre le rivage, ʻAbdu'l-Bahá obtint des chaises pour transporter les femmes jusqu'à terre. Sa sœur et son père tombèrent gravement malades. ʻAbdu'l-Bahá réussit à se procurer un peu d'anesthésique et soigna les malades. Les bahá'ís furent emprisonnés dans des conditions horribles, dans un ensemble de cellules couvertes d'excréments et de saleté. ʻAbdu'l-Bahá tomba lui-même gravement malade de la dysenterie, et un soldat compatissant permit à un médecin de s'occuper de lui. La population les évitait, les soldats les traitaient mal, et le comportement de Siyyid Muhammad-i-Isfahani (un Azali) aggravait la situation. Le moral déclina davantage avec la mort accidentelle du plus jeune frère d'ʻAbdu'l-Bahá, Mírzá Mihdí, à l'âge de 22 ans. Le ʻAbdu'l-Bahá en deuil veilla toute la nuit près du corps de son frère.

### Plus tard à ʻAkká
Au fil du temps, il assuma progressivement la responsabilité des relations entre la petite communauté d'exilés bahá’íe et le monde extérieur. C'est par son interaction avec les habitants d'ʻAkká (Acre) qu'ils reconnurent l'innocence des bahá’ís, et ainsi les conditions d'emprisonnement furent assouplies .Quatre mois après la mort de Mihdí, la famille quitta la prison pour aller à la Maison d'ʻAbbúd. Peu à peu, le respect de la population locale pour les bahá’ís augmenta, et en particulier pour ʻAbdu'l-Bahá qui devint bientôt très populaire dans la colonie pénitentiaire. Myron Henry Phelps, un riche avocat new-yorkais, décrivit comment "une foule d’êtres humains... Syriens, Arabes, Éthiopiens et bien d'autres", attendaient tous pour parler et recevoir ʻAbdu'l-Bahá. Avec le temps, ʻAbdu'l-Bahá put louer des logements alternatifs pour la famille, qui finit par déménager au Manoir de Bahjí vers 1879 lorsque ses résidents fuirent en raison d'une épidémie.
ʻAbdu'l-Bahá a entrepris une histoire de la religion bábí à travers la publication de A Traveller's Narrative (Makála-i-Shakhsí Sayyáh) en 1886, ultérieurement traduite et publiée en traduction en 1891 par l'université de Cambridge par l'intermédiaire d'Edward Granville Browne.

### Mariage et vie de famille
Quand 'Abdu'l-Bahá était jeune, il y avait beaucoup de spéculations parmi les Bahá'ís sur la personne qu'il épouserait. Plusieurs jeunes filles étaient considérées comme des candidates au mariage, mais 'Abdu'l-Bahá semblait peu enclin au mariage. Le 8 mars 1873, sous l'insistance de son père, 'Abdu'l-Bahá, alors âgé de vingt-huit ans, épousa [Munírih Khánum|Fátimih Nahrí d'Ispahan] (1847–1938), qui avait vingt-cinq ans et venait d'une famille de la haute société de la ville. Son père était Mírzá Muḥammad ʻAlí Nahrí d'Ispahan, un Bahá'í éminent avec des connexions influentes. La famille Nahrí avait fait fortune grâce à un commerce prospère. Ils avaient gagné la faveur des principaux ecclésiastiques et de la noblesse d'Ispahan et faisaient des affaires avec la royauté. Fátimih a été amenée de Perse à 'Akká après que Bahá'u'lláh et sa femme Navváb aient exprimé leur intérêt pour qu'elle épouse 'Abdu'l-Bahá. Après un voyage épuisant d'Ispahan à Akka, elle est finalement arrivée accompagnée de son frère en 1872. Les jeunes fiancés furent engagés pendant environ cinq mois avant que le mariage ne commence. Entre-temps, Fátimih vécut dans la maison de l'oncle de 'Abdu'l-Bahá, Mírzá Músá. Selon ses mémoires ultérieures, Fátimih tomba amoureuse de 'Abdu'l-Bahá en le voyant. 'Abdu'l-Bahá lui-même avait montré peu d'intérêt pour le mariage jusqu'à ce qu'il rencontre Fátimih; qui a été intitulée Munírih par Bahá'u'lláh. Munírih est un titre signifiant "Luminaire".
Le mariage a donné lieu à neuf enfants. Le premier né était un fils, Mihdí Effendi, qui est mort à l'âge d'environ 3 ans. Il a été suivi par Ḍíyáʼíyyih K͟hánum, Fuʼádíyyih K͟hánum (qui est morte très jeune), Rúhangíz Khánum (décédée en 1893), Túbá Khánum, Husayn Effendi (mort en 1887 à l'âge de 5 ans), Túbá K͟hánum, Rúhá K͟hánum (mère de Munib Shahid), et Munnavar K͟hánum. La mort de ses enfants causa à ʻAbdu'l-Bahá un immense chagrin – en particulier la mort de son fils Husayn Effendi survint à une période difficile, après le décès de sa mère et de son oncle. Les enfants survivants (toutes des filles) étaient : Ḍíyáʼíyyih K͟hánum (mère de Shoghi Effendi) (morte en 1951), Túbá K͟hánum (1880–1959), Rúḥá K͟hánum et Munavvar K͟hánum (morte en 1971). Baháʼu'lláh souhaitait que les Baháʼís suivent l'exemple de ʻAbdu'l-Bahá et s'éloignent progressivement de la polygamie,. Le mariage de ʻAbdu'l-Bahá avec une seule femme et son choix de rester monogame, sur le conseil de son père et son propre désir,, a légitimé la pratique de la monogamie pour un peuple qui, jusque-là, considérait la polygamie comme une voie de vie vertueuse,.

## Premières années de son ministère
Après la mort de Baháʼu'lláh le 29 mai 1892, le Livre de l'Alliance de Baháʼu'lláh (son testament) désigne ʻAbdu'l-Bahá comme le Centre de l'Alliance, successeur et interprète des écrits de Baháʼu'lláh,,.

Baháʼu'lláh désigne son successeur avec les vers suivants :
La Volonté du Légataire divin est la suivante : Il incombe aux Aghsán, aux Afnán et à Ma Parenté de tourner, tous et chacun, leurs visages vers la Branche la Plus Puissante. Considérez ce que Nous avons révélé dans Notre Livre le Plus Saint : 'Quand l'océan de Ma présence se sera retiré et le Livre de Ma Révélation achevé, tournez vos visages vers Celui que Dieu a destiné, Qui a pris racine de cette Ancienne Racine.' L'objet de ce vers sacré n'est autre que la Branche la Plus Puissante [ʻAbdu'l-Bahá]. Ainsi avons-nous gracieusement révélé pour vous Notre puissante Volonté, et je suis en vérité le Clément, le Tout-Puissant. En vérité, Dieu a ordonné que la station de la Branche Plus Grande [Muḥammad ʻAlí] soit inférieure à celle de la Branche la Plus Grande [ʻAbdu'l-Bahá]. Il est en vérité l'Ordonnateur, le Tout-Sage. Nous avons choisi 'le Plus Grand' après 'le Plus Grande', comme décrété par Celui qui est le Tout-Sachant, le Tout-Informé. Baháʼu'lláh 1873–1892
Dans le testament de Bahá'u'lláh, le demi-frère d'ʻAbdu'l-Bahá, Muhammad ʻAlí, est mentionné nommément comme étant subordonné à ʻAbdu'l-Bahá. Muhammad ʻAlí devint jaloux d'‘Abdu’l-Bahá et entreprit d'établir son autorité en tant que leader alternatif avec le soutien de ses frères Badi’u'llah et Ḍíyáʼu'llah. Il commença à correspondre avec des Bahá’ís en Iran, initialement en secret, semant le doute dans l’esprit des autres sur ʻAbdu'l-Bahá. Bien que la plupart des Bahá’ís aient suivi ʻAbdu'l-Bahá, une poignée suivit Muhammad ʻAlí, dont certains Bahá’ís éminents comme Mirza Javad et Ibrahim George Kheiralla, un des premiers missionnaires bahá’ís en Amérique.
Muhammad ʻAlí et Mirza Javad commencèrent à accuser ouvertement ʻAbdu'l-Bahá d'assumer trop d'autorité, suggérant qu'il se croyait une Manifestation de Dieu, égal en statut à Baháʼu'lláh. C'est à cette époque que ʻAbdu'l-Bahá, pour contrer les accusations portées contre lui, déclara dans des tablettes adressées à l'Occident qu'il devait être connu sous le nom de "ʻAbdu'l-Bahá", une expression arabe signifiant le Serviteur de Bahá, afin de bien clarifier qu'il n'était pas une Manifestation de Dieu, et que sa position n'était que celle d'un serviteur,. ʻAbdu'l-Bahá laissa un testament qui établit le cadre de l'administration de la Foi baháʼíe, dont les deux institutions les plus élevées étaient la Maison universelle de justice et la Gardiennat, pour lequel il désigna son petit-fils Shoghi Effendi comme Gardien. À l'exception de ʻAbdu'l-Bahá et Shoghi Effendi, Muhammad ʻAlí fut soutenu par tous les parents masculins restants de Baháʼu'lláh, y compris le père de Shoghi Effendi, Mírzá Hádí Shírází. Cependant, en général, les bahá’ís éprouvèrent très peu d'effets de la propagande de Muhammad ʻAlí et de ses alliés; dans la région dʻAkká, les partisans de Muhammad ʻAlí représentaient six familles au plus, n'avaient pas d'activités religieuses communes, et étaient presque totalement assimilés à la société musulmane.
Les religions dans le passé ont connu des schismes et des dérives doctrinales après la mort de leurs prophètes fondateurs. ʻAbdu'l-Bahá a cependant réussi à préserver l'unité et l'intégrité doctrinale de la Foi bahá'íe, même face aux menaces sérieuses de l'opposition de son demi-frère. Son succès est particulièrement remarquable étant donné que, même au milieu de ces attaques, sa direction a entraîné une expansion considérable de la communauté bahá'íe au-delà de ses racines culturelles et géographiques initiales.

### Premiers pèlerins occidentaux

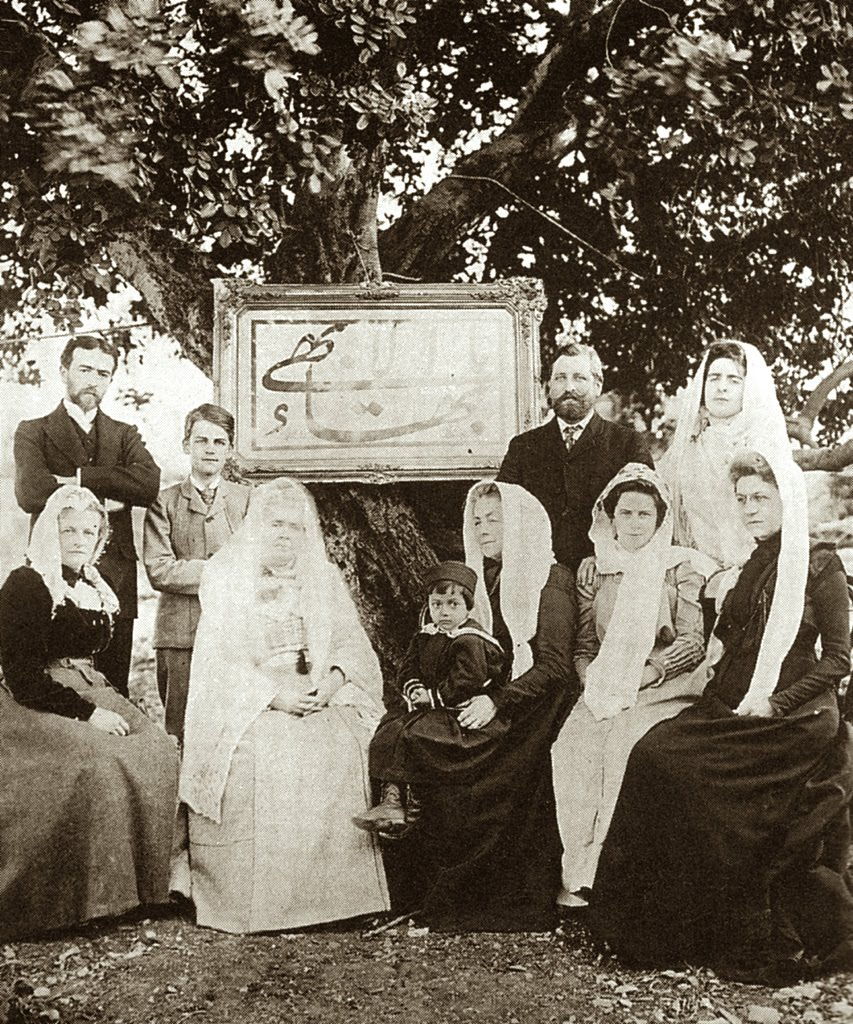
Premiers pèlerins baha'is occidentaux. Debout de gauche à droite : Charles Mason Remey, Sigurd Russell, Edward Getsinger et Laura Clifford Barney ; Assis de gauche à droite : Ethel Jenner Rosenberg, Madame Jackson, Shoghi Effendi, Helen Ellis Cole, Lua Getsinger, Emogene Hoagg

À la fin de 1898, des pèlerins occidentaux ont commencé à se rendre à Acre en pèlerinage pour rendre visite à ʻAbdu'l-Bahá ; ce groupe de pèlerins, comprenant Phoebe Hearst, fut la première fois que des Baháʼís élevés en Occident rencontrèrent ʻAbdu'l-Bahá. Le premier groupe arriva en 1898 et tout au long de la fin de 1898 au début de 1899, des Baháʼís occidentaux visitèrent sporadiquement ʻAbdu'l-Bahá. Le groupe était relativement jeune, composé principalement de femmes de la haute société américaine dans la vingtaine. Le groupe d'Occidentaux éveilla la suspicion des autorités, et en conséquence, la détention de ʻAbdu'l-Bahá fut renforcée. Au cours de la décennie suivante, ʻAbdu'l-Bahá serait en constante communication avec les Baháʼís du monde entier, les encourageant à enseigner la religion ; le groupe comprenait Susan Moody, Lua Getsinger, Laura Clifford Barney, Herbert Hopper et May Ellis Bolles à Paris (tous Américains) ; l'Anglais Thomas Breakwell ; et le Français Hippolyte Dreyfus-Barney. C'était Laura Clifford Barney qui, en posant des questions à ʻAbdu'l-Bahá pendant de nombreuses années et de nombreuses visites à Haïfa, compila ce qui devint plus tard le livre Some Answered Questions.

### Ministère, 1901–1912
À la fin du XIXe siècle, alors qu'ʻAbdu'l-Bahá était encore officiellement prisonnier et confiné à ʻAkká, il organisa le transfert des restes du Báb de l'Iran vers la Palestine. Il organisa ensuite l'achat de terres sur le Mont Carmel que Baháʼu'lláh avait indiqué comme lieu où devaient être déposés les restes du Báb, et il organisa la construction du Sanctuaire du Báb. Ce processus prit encore 10 ans .Avec l'augmentation du nombre de pèlerins venant visiter ʻAbdu'l-Bahá, Muhammad ʻAlí conspira avec les autorités ottomanes pour réintroduire des conditions plus strictes à l'emprisonnement de ʻAbdu'l-Bahá en août 1901,. Cependant, dès 1902, grâce au soutien du gouverneur de ʻAkká, la situation fut grandement facilitée ; bien que les pèlerins puissent de nouveau visiter ʻAbdu'l-Bahá, il restait confiné dans la ville. En février 1903, deux partisans de Muhammad ʻAlí, dont Badiʻu'llah et Siyyid ʻAliy-i-Afnan, rompirent avec Muhammad ʻAli et rédigèrent des livres et des lettres donnant des détails sur les complots de Muhammad ʻAli et notant que ce qui circulait au sujet de ʻAbdu'l-Bahá était de la fabrication,.
De 1902 à 1904, alors même que ‘Abdu’l-Bahá dirigeait la construction du Tombeau du Báb, il initia l'exécution de deux projets supplémentaires : la restauration de la Maison du Báb à Shiraz, Iran et la construction du premier Temple baha’i à Achgabat, Turkménistan. ʻAbdu'l-Bahá demanda à Aqa Mirza Aqa de coordonner la restauration de la maison du Báb à son état lors de la déclaration du Báb à Mulla Husayn en 1844; il confia également les travaux du Temple à Vakil-u'd-Dawlih.
Dans son rôle de chef de la Foi bahá’íe, ‘Abdu’l-Bahá communiquait occasionnellement avec des leaders de pensée pour offrir des commentaires et des conseils basés sur les enseignements bahá’ís, et pour défendre la communauté bahá’íe. Au cours de cette période, ʻAbdu'l-Bahá a communiqué avec un certain nombre de Jeunes Turcs, qui cherchaient à réformer le règne du Sultan Abdul Hamid II, y compris Namık Kemal, Ziya Pasha et Midhat Pasha. Il soulignait que les bahá’ís "cherchent la liberté et aiment la liberté, espèrent l'égalité, sont bienveillants envers l'humanité et prêts à sacrifier leur vie pour unir l'humanité", mais selon une approche plus large que celle des Jeunes Turcs. Abdullah Cevdet, l'un des fondateurs du Comité Union et Progrès qui considérait la Foi bahá’íe comme une étape intermédiaire entre l'islam et l'abandon ultime de la croyance religieuse, se retrouverait en procès pour avoir défendu les bahá’ís dans une publication périodique qu'il a fondée,.
‛Abdu'l-Bahá a également eu des contacts avec des chefs militaires, y compris des individus tels que Bursalı Mehmet Tahir Bey et Hasan Bedreddin. Ce dernier, qui, dans une période antérieure, était impliqué dans le renversement du Sultan Abdülaziz en 1876, est communément connu sous le nom de Bedri Paşa ou Bedri Pasha et est désigné dans les sources bahá’íes persanes comme Bedri Bey (Badri Beg). Il a probablement rencontré ‛Abdu’l-Bahá vers 1898 lorsqu'il servait dans l'administration ottomane à Akká. Les sources persanes le citent comme étant un bahá’í et celui qui a traduit les œuvres de ‛Abdu’l-Bahá en français. ‛Abdu’l-Bahá a continué à communiquer avec lui pendant plusieurs années lorsqu'il était gouverneur d'Albanie.
ʻAbdu'l-Bahá a également rencontré Muhammad Abduh, l'une des figures clés du Modernisme islamique et du mouvement salafiste, à Beyrouth, à une époque où les deux hommes partageaient des objectifs similaires de réforme religieuse,. Rashid Rida affirme que lors de ses visites à Beyrouth, ʻAbdu'l-Bahá assistait aux sessions d'étude d'Abduh. Concernant les rencontres entre ʻAbdu'l-Bahá et Muhammad ʻAbduh, Shoghi Effendi affirme que "Ses nombreux entretiens avec le célèbre Shaykh Muhammad ʻAbdu ont contribué à accroître immensément le prestige grandissant de la communauté et à répandre à l'étranger la renommée de son membre le plus distingué."
En raison des accusations portées contre lui par Muhammad ʻAli, une commission d'enquête interrogea ʻAbdu'l-Bahá en 1905, entraînant presque son exil à Fezzan.,, En réponse, ʻAbdu'l-Bahá écrivit une lettre au sultan pour protester que ses partisans s'abstiennent de s'impliquer dans la politique partisane et que son tariqa avait guidé de nombreux Américains vers l'Islam. Les quelques années suivantes à ʻAkka furent relativement exemptes de pressions et les pèlerins purent venir rendre visite à ʻAbdu'l-Bahá. En 1909, le mausolée du sanctuaire du Báb fut achevé.

## Voyages vers l'Ouest

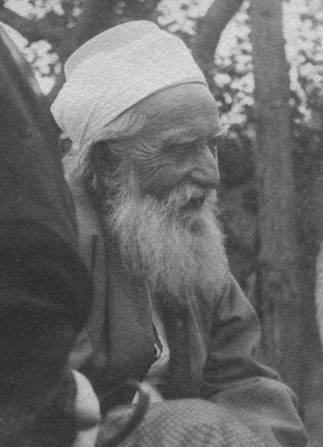
ʻAbdu'l-Bahá, lors de son voyage aux États-Unis

La révolution des Jeunes-Turcs de 1908 libéra tous les prisonniers politiques et religieux de l'Empire ottoman, et ʻAbdu'l-Bahá fut libéré de son emprisonnement. Sa première action après sa libération fut de visiter le Sanctuaire de Baháʼu'lláh à Bahji. Tandis qu'ʻAbdu'l-Bahá continuait à vivre à ʻAkka immédiatement après la révolution, il déménagea bientôt pour vivre à Haïfa près du Sanctuaire du Báb. En 1910, avec la liberté de quitter le pays, il entreprit un voyage de trois ans en Égypte, en Europe et en Amérique du Nord, diffusant le message baháʼí.
D'août à décembre 1911, ʻAbdu'l-Bahá a visité des villes en Europe, notamment Londres, Bristol et Paris. Le but de ces voyages était de soutenir les communautés baháʼíes en Occident et de diffuser davantage les enseignements de son père.
L'année suivante, il entreprit un voyage beaucoup plus étendu aux États-Unis et au Canada pour diffuser à nouveau les enseignements de son père. Il arriva à New York le 11 avril 1912, après avoir décliné une offre de passage sur le RMS Titanic, disant aux croyants baháʼís de "donner ceci à la charité" à la place. Il voyagea à la place sur un navire plus lent, le RMS Cedric, et cita la préférence pour un voyage maritime plus long comme raison. Après avoir entendu parler du naufrage du Titanic le 16 avril, il aurait dit : "On m'a demandé de naviguer sur le Titanic, mais mon cœur ne m'y a pas incité." Bien qu'il ait passé la majeure partie de son temps à New York, il a visité Chicago, Cleveland, Pittsburgh, Washington, D.C., Boston et Philadelphia. En août de la même année, il a entamé un voyage plus étendu vers des lieux incluant le New Hampshire, l'école de Green Acre dans le Maine, et Montréal (sa seule visite au Canada). Il a ensuite voyagé vers l'ouest jusqu'à Minneapolis, Minnesota ; San Francisco ; Stanford ; et Los Angeles, Californie avant de retourner à l'est à la fin octobre. Le 5 décembre 1912, il repartit pour l'Europe.
Au cours de sa visite en Amérique du Nord, il a visité de nombreuses missions, églises et groupes, ainsi que participé à de nombreuses réunions dans les maisons des Baháʼís, et a offert d'innombrables rencontres personnelles avec des centaines de personnes. Lors de ses discours, il a proclamé les principes baháʼís tels que l'unité de Dieu, l'unité des religions, l'unité de l'humanité, l'égalité entre les femmes et les hommes, la paix mondiale et la justice économique. Il a également insisté pour que toutes ses réunions soient ouvertes à toutes les races.
Sa visite et ses discours ont fait l'objet de centaines d'articles de journaux. À Boston, des journalistes ont demandé à ʻAbdu'l-Bahá pourquoi il était venu en Amérique, et il a déclaré qu'il était venu participer à des conférences sur la paix et que donner simplement des messages d'avertissement ne suffisait pas. La visite de ʻAbdu'l-Bahá à Montréal a bénéficié d'une couverture médiatique notable ; le soir de son arrivée, le rédacteur en chef du Montreal Daily Star l'a rencontré et ce journal ainsi que le The Montreal Gazette, le Montreal Standard, Le Devoir et La Presse parmi d'autres ont rendu compte des activités de ʻAbdu'l-Bahá,. Les titres de ces journaux comprenaient "Un Enseignant Persan Prêche la Paix", "Le Racisme Est Mauvais, Dit un Sage de l'Est, Les Conflits et la Guerre Causés par les Préjugés Religieux et Nationaux", et "L'Apôtre de la Paix Rencontre les Socialistes, Le Schéma Novateur d'Abdul Baha pour la Distribution des Surplus de Richesse." Le Montreal Standard, qui était diffusé à travers le Canada, était tellement intéressé qu'il a republié les articles une semaine plus tard ; la Gazette a publié six articles et le plus grand journal de langue française de Montréal a publié deux articles à son sujet. Sa visite à Montréal en 1912 a également inspiré l'humoriste Stephen Leacock à le parodier dans son livre à succès de 1914 Arcadian Adventures with the Idle Rich. À Chicago, un titre de journal incluait "Sa Sainteté Nous Rend Visite, Non Pas Pie X mais A. Baha," et la visite de ʻAbdu'l-Bahá en Californie a été rapportée dans le Palo Altan.
De retour en Europe, il visita Londres, Édimbourg, Paris (où il séjourna pendant deux mois), Stuttgart, Budapest et Vienne. Enfin, le 12 juin 1913, il retourna en Égypte, où il resta pendant six mois avant de revenir à Haïfa.
Le 23 février 1914, à la veille de la Première Guerre mondiale, ʻAbdu'l-Bahá a accueilli le baron Edmond James de Rothschild, membre de la famille bancaire Rothschild qui était un défenseur et financier de premier plan du mouvement sioniste, lors d'un de ses premiers voyages en Palestine.

## Dernières années (1914–1921)

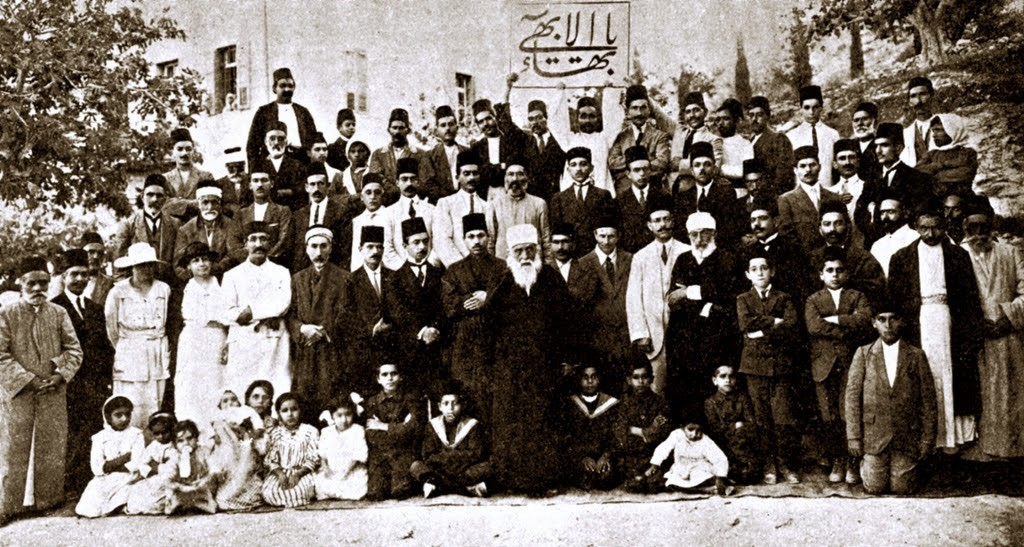
ʻAbdu'l-Bahá sur le mont Carmel avec des pèlerins en 1919

Pendant la Première Guerre mondiale (1914-1918), ʻAbdu'l-Bahá resta en Palestine et ne put voyager. Il continua une correspondance limitée, qui incluait les Tablettes du Plan Divin, une collection de quatorze lettres adressées aux bahá’ís d'Amérique du Nord, décrites plus tard comme l'une des trois "chartes" de la foi bahá’íe. Les lettres attribuent un rôle de leadership aux bahá’ís nord-américains dans la diffusion de la religion à travers le monde.
Haïfa était réellement menacée de bombardement par les Alliés, au point qu'ʻAbdu'l-Bahá et d'autres Baháʼís se retirèrent temporairement dans les collines à l'est d'ʻAkká.
ʻAbdu'l-Bahá était également menacé par Cemal Paşa, le chef militaire ottoman qui, à un moment donné, avait exprimé son désir de le crucifier et de détruire les propriétés bahá’íes en Palestine. La rapide offensive de Megiddo du général britannique Allenby balaya les forces turques en Palestine avant que du mal soit fait aux Bahá’ís, et la guerre se termina moins de deux mois plus tard.

### Période d'après-guerre

Le vénérable ʻAbdu'l-Bahá

La conclusion de la Première Guerre mondiale a conduit au remplacement des autorités ottomanes ouvertement hostiles par le mandat britannique plus amical, Palestine mandataire, permettant un renouvellement des correspondances, des pèlerinages et du développement des propriétés du Centre mondial baháʼí. C'est lors de ce renouveau d'activité que la Foi baháʼíe a connu une expansion et une consolidation dans des lieux comme l'Égypte, le Caucase, l'Iran, le Turkménistan, l'Amérique du Nord et l'Asie du Sud sous la direction de ʻAbdu'l-Bahá.
La fin de la guerre a entraîné plusieurs développements politiques sur lesquels ʻAbdu'l-Bahá a commenté. La Société des Nations a été formée en janvier 1920, représentant le premier exemple de sécurité collective à travers une organisation mondiale. ʻAbdu'l-Bahá avait écrit en 1875 sur la nécessité d'établir une "Union des nations du monde", et il a salué la tentative à travers la Société des Nations comme une étape importante vers cet objectif. Il a aussi déclaré qu'elle était "incapable d'établir la paix universelle" car elle ne représentait pas toutes les nations et n'avait qu'un pouvoir insignifiant sur ses États membres,. À peu près au même moment, le mandat britannique soutenait l'immigration des Juifs vers la Palestine. ʻAbdu'l-Bahá a mentionné l'immigration comme un accomplissement de la prophétie, et a encouragé les sionistes à développer le pays et à "élever le pays pour tous ses habitants... ils ne doivent pas travailler à séparer les Juifs des autres Palestiniens."

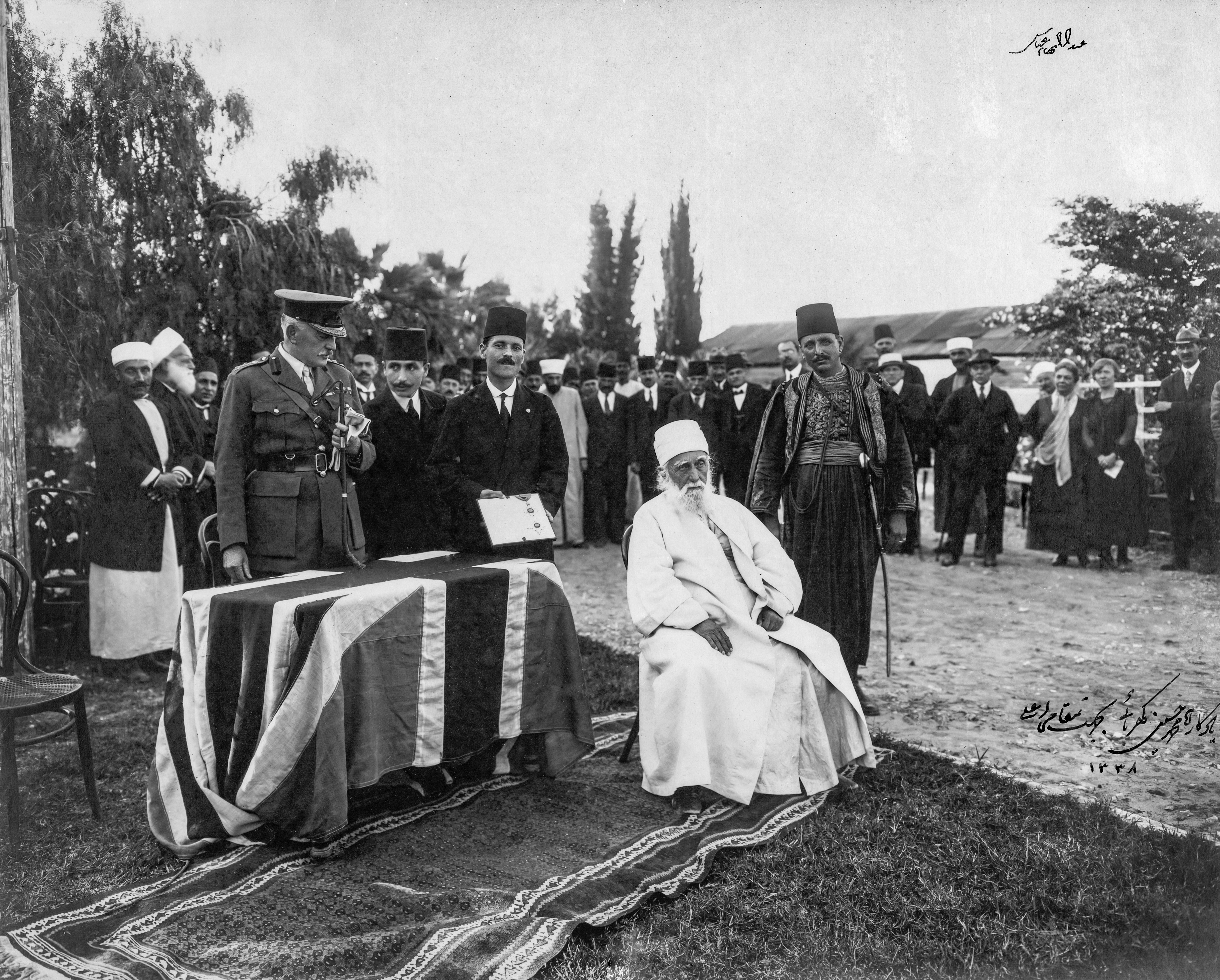
ʻAbdu'l-Bahá lors de sa cérémonie d'investiture en tant que Chevalier Commandeur de l'Ordre de l'Empire britannique, avril 1920

La guerre a également laissé la région en famine. En 1901, ʻAbdu'l-Bahá avait acheté environ 1704 acres de broussailles près du Jourdain et dès 1907, de nombreux Baháʼís d'Iran avaient commencé à pratiquer le métayage sur ces terres. ʻAbdu'l-Bahá recevait entre 20 et 33% de leur récolte (ou l'équivalent en espèces), qui était expédiée à Haïfa. Avec la guerre encore en cours en 1917, ʻAbdu'l-Bahá a reçu une grande quantité de blé des récoltes, et a également acheté d'autres blés disponibles et les a expédiés à Haïfa. Le blé est arrivé juste après que les Britanniques aient capturé la Palestine, et a ainsi été largement distribué pour atténuer la famine,. Pour ce service d'avoir évité une famine en Palestine nord, il a reçu l'honneur de Knight Commander of the Order of the British Empire lors d'une cérémonie en son honneur à la résidence du gouverneur britannique le 27 avril 1920,. Il a ensuite été visité par le général Allenby, le roi Faisal (futur roi d'Irak), Herbert Samuel (haut-commissaire pour la Palestine), et Ronald Storrs (gouverneur militaire de Jérusalem).

### Mort et funérailles

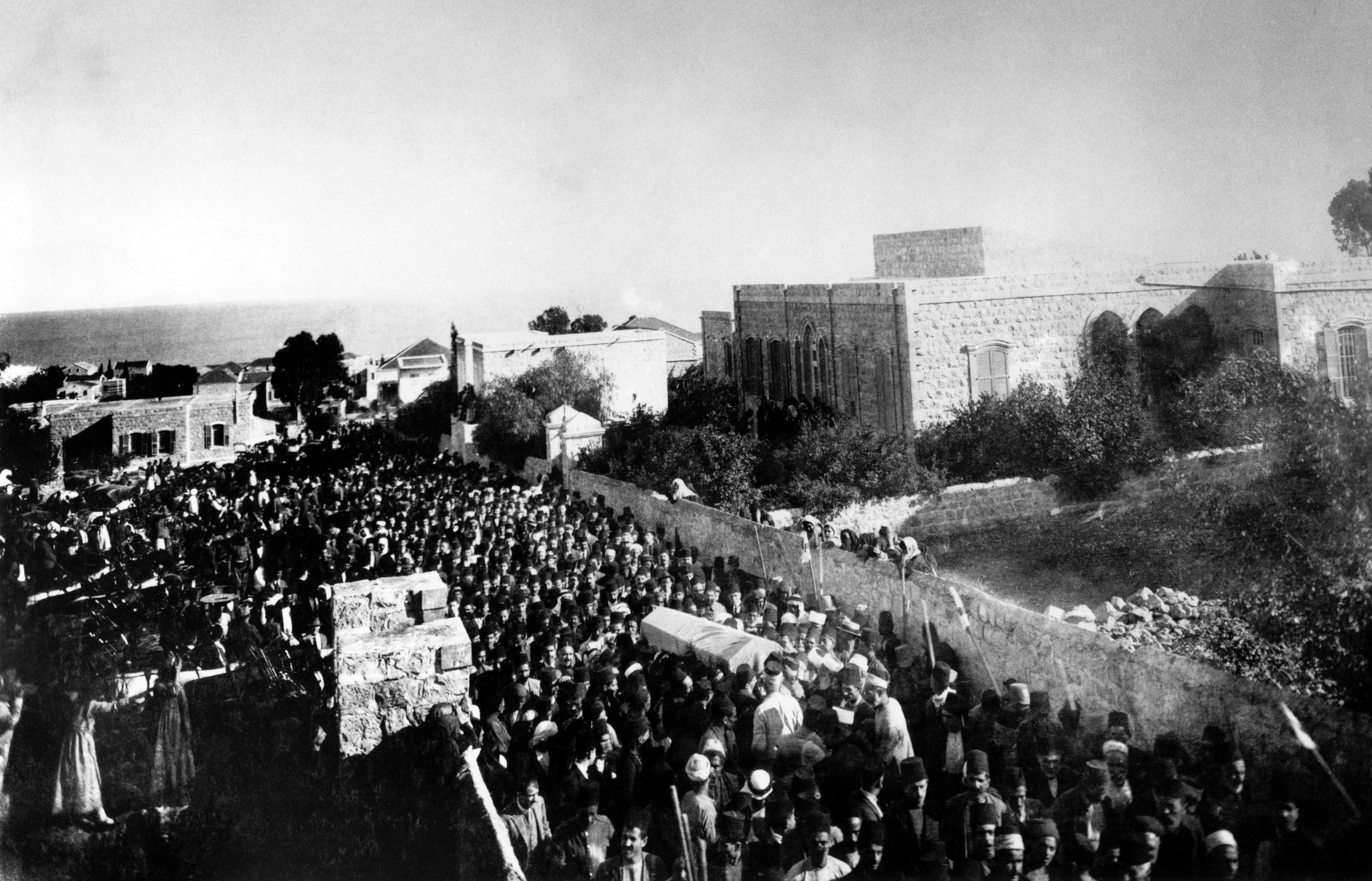
Funérailles de ʻAbdu'l-Bahá à Haïfa, Mandat britannique de Palestine

ʻAbdu'l-Bahá est décédé le lundi 28 novembre 1921, peu après 1 h 15 du matin (27 rabi' al-awwal 1340 AH).
Le Secrétaire d'État aux Colonies de l'époque, Winston Churchill, télégraphia au Haut-Commissaire pour la Palestine : "transmettez à la communauté bahá’íe, au nom du gouvernement de Sa Majesté, leur sympathie et condoléances." Des messages similaires sont venus de Vicomte Allenby, du Conseil des ministres d'Irak, et d'autres.
Lors de ses funérailles, qui ont eu lieu le lendemain, Esslemont note :
des funérailles comme Haïfa, non, la Palestine elle-même, n'en avait sûrement jamais vu... tellement profond était le sentiment qui a rassemblé des milliers de personnes en deuil, représentantes de tant de religions, races et langues.
Parmi les discours prononcés lors des funérailles, Shoghi Effendi rapporte que Stewart Symes (gouverneur du district nord de la Palestine mandataire) a rendu l'hommage suivant :
La plupart d'entre nous ici ont, je pense, une image claire de Sir ʻAbdu'l‑Bahá ʻAbbás, de Sa silhouette digne marchant pensivement dans nos rues, de Ses manières courtoises et gracieuses, de Sa bonté, de Son amour pour les petits enfants et les fleurs, de Sa générosité et de Ses soins pour les pauvres et les souffrants. Il était si doux, et si simple, qu'en Sa présence on oubliait presque qu'Il était aussi un grand enseignant, et que Ses écrits et Ses conversations ont été un réconfort et une inspiration pour des centaines et des milliers de personnes en Orient et en Occident.
Il a été enterré dans la pièce avant du Sanctuaire du Báb sur le Mont Carmel. Son inhumation là-bas est censée être temporaire, jusqu'à ce que son propre mausolée puisse être construit à proximité du Jardin de Riḍván, connu sous le nom de Sanctuaire de ʻAbdu'l-Bahá.

### Héritage
ʻAbdu'l-Bahá a laissé un testament qui a été écrit entre 1901 et 1908 et adressé à Shoghi Effendi, qui à l'époque n'avait que 4 à 11 ans. Le testament nomme Shoghi Effendi comme le premier d'une lignée de gardiens de la religion, un rôle exécutif héréditaire qui peut fournir des interprétations autoritaires des écritures. ʻAbdu'l-Bahá a demandé à tous les Baháʼís de se tourner vers lui et de lui obéir, et lui a assuré protection et guidance divines. Le testament a également fourni une réitération formelle de ses enseignements, tels que les instructions pour enseigner, manifester des qualités spirituelles, s'associer à tous les peuples, et éviter les briseurs de l'Alliance. De nombreuses obligations de la Maison Universelle de Justice et des Mains de la Cause ont également été précisées,. Shoghi Effendi a plus tard décrit le document comme l'une des trois « chartes » de la Foi bahá’íe.
L'authenticité et les dispositions du testament ont été presque universellement acceptées par les bahá'ís du monde entier, à l'exception de Ruth White et de quelques autres Américains qui ont tenté de contester le leadership de Shoghi Effendi.
Dans les volumes de The Baháʼí World publiés en 1930 et 1933, Shoghi Effendi a nommé dix-neuf Baháʼís comme disciples de ʻAbdu'l-Bahá et hérauts de l'Alliance, y compris Thornton Chase, Hippolyte Dreyfus-Barney, John Esslemont, Lua Getsinger, et Robert Turner,,. Aucune autre mention à leur sujet n'a été trouvée dans les écrits de Shoghi Effendi.
Durant sa vie, il y avait une certaine ambiguïté parmi les baha'is quant à sa position par rapport à Baháʼu'lláh, et plus tard par rapport à Shoghi Effendi. Certains journaux américains l'ont à tort présenté comme un prophète baha'i ou le retour du Christ. Shoghi Effendi a ensuite officialisé son héritage en tant que dernier des trois « Figures Centrales » de la foi baha'ie et « l'exemplaire parfait » des enseignements, affirmant également que le considérer comme ayant un statut égal à Baháʼu'lláh ou à Jésus était hérétique. Shoghi Effendi a également écrit que pendant la dispensation baha'ie anticipée de 1000 ans, il n'y aura pas d'égal à ʻAbdu'l-Bahá.

## Apparence et personnalité

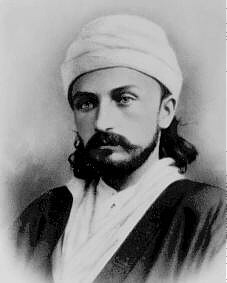
ʻAbdu'l-Bahá en 1868

ʻAbdu'l-Bahá a été décrit comme beau, et portait une ressemblance frappante avec sa mère. À l'âge adulte, il atteignait une taille moyenne mais donnait l'impression d'être plus grand. Il avait des cheveux foncés descendant jusqu'aux épaules, des yeux gris, un teint clair et un nez aquilin. En 1890, l'orientaliste Edward Granville Browne l'a rencontré et a écrit :
J'ai rarement vu quelqu'un dont l'apparence m'a autant impressionné. Un homme grand et fortement bâti, se tenant droit comme une flèche, avec un turban et un vêtement blancs, de longues mèches noires tombant presque jusqu'à l'épaule, un large front puissant indiquant une forte intelligence combinée à une volonté inébranlable, des yeux perçants comme ceux d'un faucon, et des traits fortement marqués mais agréables – telle fut ma première impression de 'Abbás Efendí, "le maître".
Après la mort de Bahá’u’lláh, ʻAbdu'l-Bahá commença à paraître visiblement vieilli. Vers la fin des années 1890, ses cheveux devinrent d'une blancheur de neige et de profondes rides marquèrent son visage. Jeune homme, il était athlétique et aimait le tir à l'arc, l'équitation et la natation. Même plus tard dans sa vie, ʻAbdu'l-Bahá restait actif, faisant de longues promenades à Haïfa et Acre.
ʻAbdu'l-Bahá a été une figure majeure pour les Bahá'ís de son vivant, et il continue d'influencer la communauté bahá'íe aujourd'hui. Les Bahá'ís considèrent ‘Abdu’l-Bahá comme l'exemple parfait des enseignements de son père et s'efforcent donc de l'imiter. Des anecdotes à son sujet sont fréquemment utilisées pour illustrer des points particuliers concernant la moralité et les relations interpersonnelles. Il est souvenu pour son charisme, sa compassion, sa philanthropie et sa force face à la souffrance. John Esslemont a réfléchi que "[‘Abdu’l-Bahá] a montré qu'il est encore possible, au milieu du tourbillon et de la précipitation de la vie moderne, au milieu de l'amour de soi et de la lutte pour la prospérité matérielle qui prévalent partout, de vivre une vie entièrement dévouée à Dieu et au service de ses semblables."
Même des ennemis acharnés de la foi bahá’íe ont parfois été impressionnés en le rencontrant. Mírzá 'Abdu'l-Muḥammad Írání Mu'addibu's-Sulṭán, un Iranien, et Shaykh 'Alí Yúsuf, un Arabe, étaient tous deux rédacteurs en chef de journaux en Égypte qui avaient publié de violentes attaques contre la foi bahá’íe dans leurs journaux. Ils ont rendu visite à ‘Abdu’l-Bahá alors qu’il était en Égypte, et leur attitude a changé. De même, un pasteur chrétien, le révérend J.T. Bixby, qui avait écrit un article hostile sur la foi bahá’íe aux États-Unis, s'est senti obligé de reconnaître les qualités personnelles de ‘Abdu’l-Bahá. L'effet de ‘Abdu’l-Bahá sur ceux qui étaient déjà engagés dans la foi bahá’íe était encore plus grand.
ʻAbdu'l-Bahá était largement connu pour ses rencontres avec les pauvres et les mourants. Sa générosité a entraîné des plaintes de sa propre famille qui disait qu'elle était laissée sans rien. Il était sensible aux sentiments des gens,, et a exprimé plus tard son souhait d'être une figure bien-aimée des Bahá’ís en disant : « Je suis votre père… et vous devez être heureux et vous réjouir, car je vous aime énormément. » Selon les récits historiques, il avait un sens de l'humour aigu et était détendu et informel. Il parlait ouvertement de tragédies personnelles telles que la perte de ses enfants et des souffrances endurées en tant que prisonnier, renforçant ainsi sa popularité.
‘Abdu’l-Bahá dirigeait les affaires de la communauté bahá’íe avec soin. Il était enclin à permettre une large gamme d'interprétations personnelles des enseignements bahá’ís tant qu'elles ne contredisaient pas manifestement les principes fondamentaux. Cependant, il a expulsé des membres de la religion qu'il estimait défier son leadership et délibérément provoquer la désunion dans la communauté. Les éruptions de persécution des bahá’ís l'affectaient profondément. Il écrivait personnellement aux familles de ceux qui avaient été martyrisés.

## Œuvres
Le nombre total estimé de tablettes qu'‘Abdu'l-Bahá a écrites dépasse 27 000, dont seule une fraction a été traduite en anglais. Ses œuvres se divisent en deux groupes, comprenant d'abord ses écrits directs et ensuite ses conférences et discours rapportés par d'autres. Le premier groupe comprend Le Secret de la Civilisation Divine écrit avant 1875, Narrative d'un Voyageur écrit vers 1886, la Resāla-ye sīāsīya ou Sermon sur l'Art de Gouverner écrit en 1893, les Mémoriaux des Fidèles, et un grand nombre de tablettes écrites à diverses personnes ; y compris divers intellectuels occidentaux tels qu'Auguste Forel, qui a été traduit et publié sous le titre de Tablette à Auguste-Henri Forel. Le Secret de la Civilisation Divine et le Sermon sur l'Art de Gouverner ont été largement diffusés de manière anonyme.
Le deuxième groupe comprend Quelques Questions Répondues, qui est une traduction anglaise d'une série de conversations avec Laura Barney, et Causeries de Paris, ʻAbdu'l-Baha à Londres et La Promulgation de la Paix Universelle qui sont respectivement des discours donnés par ʻAbdu'l-Bahá à Paris, Londres et aux États-Unis.
La liste suivante présente certains des nombreux livres, tablettes et discours de ʻAbdu'l-Bahá :
- Fondements de l'unité mondiale
- Light of the World: Selected Tablets of ‘Abdu’l-Bahá.
- Mémoriaux des Fidèles
- Entretiens de Paris
- Le Secret de la Civilisation divine
- Quelques Questions Répondues
- Tablettes du Plan Divin
- Tablette à Auguste-Henri Forel
- Tablette à La Haye
- Testament de ʻAbdu'l-Bahá
- Promulgation de la Paix Universelle
- Sélections des Écrits de ʻAbdu'l-Bahá
- Philosophie Divine
- Traité sur la Politique / Sermon sur l'Art de Gouverner[114]

## Lectures complémentaires
- Moojan Momen, « Le Pacte et les briseurs de pacte », bahai-library.com, 2003 (consulté le 13 octobre 2016)